# Mina de Água
Mina de Água é uma freguesia portuguesa do município da Amadora, com 8,09 km² de área e 42 961 habitantes (censo de 2021). A sua densidade populacional é 5 310,4 hab./km².

## Toponímia
A origem do nome Mina remonta ao final do século XIX e início do século XX, quando foi utilizado para designar uma fonte de água situada próxima à linha ferroviária no norte. Essa nascente, que corria a grande profundidade, era a única na região da Amadora que mantinha um fluxo constante, mesmo durante os meses de verão, quando a maioria dos poços secavam. A população local recorria a ela após a construção da via-ferroviária. António Cardoso Lopes, que adquiriu esses terrenos, construiu uma gruta para acessar a fonte, que foi oficialmente inaugurada pelo Presidente da República em 1913. A mina deu origem à Empresa Bairro-Parque da Mina, que iniciou as urbanizações no norte da estação da C.P., ficando conhecida como Bairro da Mina.

## História
Foi constituída em 2013, no âmbito de uma reforma administrativa nacional, integrando o território das antigas freguesias de Mina e São Brás.

## Demografia
A população registada nos censos foi:
| Distribuição da População por Grupos Etários | Distribuição da População por Grupos Etários | Distribuição da População por Grupos Etários | Distribuição da População por Grupos Etários | Distribuição da População por Grupos Etários |
| -------------------------------------------- | -------------------------------------------- | -------------------------------------------- | -------------------------------------------- | -------------------------------------------- |
| Ano                                          | 0-14 Anos                                    | 15-24 Anos                                   | 25-64 Anos                                   | > 65 Anos                                    |
| 2001                                         | 6394                                         | 5885                                         | 22481                                        | 4849                                         |
| 2011                                         | 7318                                         | 5182                                         | 25451                                        | 6289                                         |
| 2021                                         | 6746                                         | 4497                                         | 23523                                        | 8195                                         |

À data da junção das freguesias, a população registada no censo anterior (2011) foi:
| Freguesia atual | Freguesia atual  | Freguesia atual | Freguesias antigas | Freguesias antigas | Freguesias antigas |
| Freguesia       | População (2011) | Área (km²)      | Freguesia          | População (2011)   | Área (km²)         |
| --------------- | ---------------- | --------------- | ------------------ | ------------------ | ------------------ |
| Mina de Água    | 44240            | 8,09            | Mina               | 17977              | 2,81               |
| Mina de Água    | 44240            | 8,09            | São Brás           | 26263              | 5,18               |

## Património
- Mãe d’Água do Aqueduto das Águas Livres
- Mina d´Água e Jardim da Mina
- Necrópole de Carenque, Grutas artificiais do Tojal de Vila Chã ou Grutas artificiais de Carenque – (Monumento Nacional)
- Aqueduto romano da Amadora – (Imóvel de Interesse Público em via de classificação)
- Palácio da Porcalhota ou Casa do Infantado – (Imóvel de Interesse Municipal em vias de classificação)
- Moinhos do Penedo
- Nascentes e Aqueduto da Gargantada
- Fachada da Moradia Neorromântica
- Quinta do Plátano

## Equipamentos
- Parque Central da Amadora